# Amy Landecker
Amy Landecker (Chicago, 30 settembre 1969) è un'attrice statunitense.
È nota soprattutto per le sue interpretazioni nei film L'amore secondo Dan (2007), A Serious Man (2009) e All Is Bright (2013), e nella serie televisiva degli Amazon Studios Transparent, nel ruolo di Sarah Pfefferman.

## Biografia
Landecker è nata a Chicago, nell'Illinois, da Judith Welch e John Records Landecker, personaggio radiofonico di Chicago.
All'inizio della sua carriera ha recitato nel teatro, per poi trasferirsi a Los Angeles all'età di 38 anni. In seguito ha recitato in vari film e serie televisive, tra cui il film candidato all'Oscar A Serious Man dei fratelli Coen, nel ruolo secondario della signora Samsky. Tale interpretazione le è valso l'apprezzamento di molti critici cinematografici. Tra gli altri film in cui ha recitato vi sono L'amore secondo Dan, All Is Bright, Non dico altro e Project Almanac - Benvenuti a ieri.
Nel 2011 Landecker ha fatto parte del cast principale della serie The Paul Reiser Show di NBC, interpretando la moglie del protagonista. Dal 2014 interpreta Sarah Pfefferman, uno dei personaggi principali nella serie televisiva degli Amazon Studios Transparent. Tra le altre serie televisive in cui ha recitato vi sono Law & Order - Unità vittime speciali, Law & Order - I due volti della giustizia, Law & Order: Criminal Intent, NCIS - Unità anticrimine, Mad Men, Louie, Dr. House - Medical Division, Curb Your Enthusiasm e Revenge.

## Filmografia

### Cinema
- Temporary Girl, regia di Lisa Kotin e Johnny White (1998)
- Una voce per gridare (Light It Up), regia di Craig Bolotin (1999)
- L'amore secondo Dan (Dan in Real Life), regia di Peter Hedges (2007)
- A Serious Man, regia di Ethan Coen e Joel Coen (2009)
- All Is Bright, regia di Phil Morrison (2013)
- Non dico altro (Enough Said), regia di Nicole Holofcener (2013)
- Project Almanac - Benvenuti a ieri (Project Almanac), regia di Dean Israelite (2015)
- Babysitter, regia di Morgan Krantz (2015)
- MF, regia di Robert Schwartzman (2015)
- Doctor Strange, regia di Scott Derrickson (2016)
- Hunter's Prayer - In fuga (The Hunter's Prayer), regia di Jonathan Mostow (2017)
- A Kid Like Jake, regia di Silas Howard (2018)
- Bombshell - La voce dello scandalo (Bombshell), regia Jay Roach (2019)
- Project Power, regia di Henry Joost e Ariel Schulman (2020)
- Missing, regia di Will Merrick e Nick Johnson (2023)

### Televisione
- Turks - serie TV, 1 episodio (1999)
- Ultime dal cielo (Early Edition) - serie TV, 2 episodi (1999-2000)
- Law & Order - Unità vittime speciali (Law & Order: Special Victims Unit) - serie TV, 2 episodi (2003-2005)
- Conviction - serie TV, 1 episodio (2006)
- Law & Order - I due volti della giustizia (Law & Order) - serie TV, 1 episodio (2008)
- Mad Men - serie TV, 1 episodio (2008)
- Medium - serie TV, 1 episodio (2009)
- Law & Order: Criminal Intent - serie TV, 2 episodi (2010)
- Louie - serie TV, 4 episodi (2010-2014)
- The Paul Reiser Show - serie TV, 7 episodi (2011)
- Exit 19, regia di Peter O'Fallon - film TV (2011)
- NCIS - Unità anticrimine (NCIS) - serie TV, episodio 8x18 (2011)
- Dr. House - Medical Division (House, M.D.) – serie TV, episodio 7x22 (2011)
- The Protector - serie TV, 1 episodio (2011)
- Happily Divorced - serie TV, 1 episodio (2011)
- Curb Your Enthusiasm - serie TV, 1 episodio (2011)
- Prime Suspect - serie TV, 1 episodio (2011)
- Revenge - serie TV, 3 episodi (2011-2014)
- House of Lies - serie TV, 1 episodio (2012)
- Private Practice - serie TV, 1 episodio (2012)
- Vi presento i miei (Retired at 35) - serie TV, 1 episodio (2012)
- Vegas - serie TV, 1 episodio (2013)
- Le idee esplosive di Nathan Flomm (Clear History), regia di Greg Mottola - film TV (2013)
- Transparent - serie TV, 11 episodi (2014-2019)
- Married - serie TV, 1 episodio (2015)
- Room 104 - serie TV, episodio 01x08 (2017)
- Sneaky Pete - serie TV (2019)
- Your Honor – serie TV, 15 episodi (2020-2023)
- Law & Order - Unità vittime speciali (Law & Order: Special Victims Unit) - serie TV, episodio 26x09 (2025)

## Doppiatrici italiane
Nelle versioni in italiano delle opere in cui ha recitato, è stata doppiata da:
- Alessandra Cassioli in A Serious Man, Prime Suspect
- Laura Romano in Dr. House - Medical Division, Hunter's Prayer - In fuga
- Giuppy Izzo in Sneaky Pete, The Premise - Questioni morali
- Emilia Costa in NCIS - Unità anticrimine
- Laura Boccanera in Revenge
- Alessandra Korompay in Private Practice
- Maddalena Vadacca in Transparent
- Eleonora De Angelis in Grey's Anatomy
- Giò-Giò Rapattoni in Your Honor
- Marina Thovez ne Il racconto dell'ancella
- Claudia Catani in Project Power
- Angela Brusa in Missing
- Tiziana Avarista in Law & Order - Unità vittime speciali